# Mixonychus normalis
Mixonychus normalis är en spindeldjursart som beskrevs av Mohammad Nazeer Chaudhri 1971. Mixonychus normalis ingår i släktet Mixonychus och familjen Tetranychidae. Inga underarter finns listade i Catalogue of Life.